# 78536 Shrbený
78536 Shrbený è un asteroide della fascia principale. Scoperto nel 2002, presenta un'orbita caratterizzata da un semiasse maggiore pari a 3,1314291 UA e da un'eccentricità di 0,1542530, inclinata di 6,72229° rispetto all'eclittica.